# 約翰內斯·克里斯蒂安·布倫尼克
約翰內斯·克里斯蒂安·布倫尼克，F.C.S.，F.I.C.，F.A.C.I.，J.P.[?]，（1861年9月11日—1933年7月3日），是一名澳洲農業化學家。他生於奧匈帝國戈里齊亞，移居澳洲昆士蘭後參與了當地的製糖工業，又供職於當地農業部門，被認為是昆士蘭史上第一位農業化學家；此外，他亦發表了關於農業或化學的出版物，研究了其他與農業相關的議題，也曾任教化學。布倫尼克在1933年7月因腦血管疾病逝世，葬於圖旺公墓。

## 早年生平：少年時期至移居澳洲
布倫尼克在1861年9月11日生於奧匈帝國戈里齊亞（現屬於意大利），並在波希米亞（現捷克共和國一帶）度過少年時期。他在1874年偕家人來到瑞士施泰法接受教育，初期就讀於父親任教數學的院校，其後在蘇黎世聯邦理工學院專修化學。在專修化學時，布倫尼克師從德國化學家維克托·梅耶和喬治·隆格，並曾短暫擔任梅耶的個人助手。畢業後，布倫尼克到俄羅斯為蔗糖廠（從糖用甜菜提煉蔗糖的工廠）工作，其後到格魯吉亞第比利斯為一所藥物批發商工作了一段時間；後來，他又回到波希米亞，在一所蔗糖廠擔任化學家。
1884年，布倫尼克到瑞士參軍，期間結識了繆勒醫生。繆勒醫生在澳洲昆士蘭蓋恩達執業，剛與家人回到家鄉瑞士；他對澳洲予以正面評價，布倫尼克因此決定來當地碰碰運氣。於是，在1885年上半年，布倫尼克移居澳洲昆士蘭。

## 化學家生涯
布倫尼克對農業化學作出了不少貢獻（尤其是在製糖工業方面），被認為是昆士蘭史上第一位農業化學家。

### 參與澳洲製糖工業
布倫尼克剛移居澳洲後，就獲一所位於昆士蘭布林巴的麥芽提煉廠委任為經理和煮糖人；其後，他又短暫到澳洲城市達爾文的一所蔗糖廠出任管理工作。1887年4月，布倫尼克加入拓殖糖業有限公司，在一所位於昆士蘭城市麥凱附近的蔗糖廠擔任經理和化學家，這是他在昆士蘭製糖工業的真正事業開始。
供職於拓殖糖業有限公司期間，布倫尼克負責化學分析的工作，例如分析蔗汁的化學成分、計算市售蔗糖的含糖百分比。此外，他還對製糖的工業和農業運作作出了大量科學研究，例如研究如何防治蛴螬（一種危害蔗糖生長的害虫）。
布倫尼克為拓殖糖業有限公司工作了十年。拓殖糖業有限公司相當滿意他的表現，曾在1892年向他發放25鎊（相当於2025年的2892鎊）的獎金。在參與製糖工業的日子裡，布倫尼克熱衷於參與原創性研究，也表現出此方面的能力，這令他的聲譽蒸蒸日上。

### 供職於政府
1897年（一說1896年），備受敬重的布倫尼克獲昆士蘭政府任用，成為當地農業及畜牧部（現昆士蘭農業、漁業及林業部）的政府農業化學家。在任期間，布倫尼克為昆士蘭蔗糖產業的發展作出不少貢獻，有着相當重要的角色，政府也總是會就蔗糖產業的技術問題諮詢他。1912年，他獲委任為皇家製糖工業委員會的技術顧問。
在1890年代，昆士蘭蔗糖業界不滿關於土壤和蔗糖品種的科學研究稀缺，輿論隨即出現了興建糖業試驗所的聲音。於是，布倫尼克制訂了建立糖業試驗所的計劃，經修訂後在1898年付諸實行。計劃推行後，他亦曾在一所用於糖業試驗的分析實驗室擔任監管職務。除了建立糖業試驗所外，布倫尼克也曾協助制定以化學分析來釐定蔗糖價格的辦法，奠定了計劃的基礎，在此事上扮演重要的角色；這方案的制訂被認為是布倫尼克最重要的成就之一。1899年，他研究了水污染問題，並提出製糖工廠安全排污的方法。他亦在匯報中央蔗糖廠運作一事上作出大量貢獻，還在1905分析了24個甘蔗品種的含糖量，這些甘蔗品種栽種在威靈頓角試驗場。
布倫尼克共在政府供職了35年。在擔任公職期間，布倫尼克曾與上級起爭論，又與另一名負責製糖工業的官員沃爾特·麥克斯韋（Walter Maxwell）產生矛盾。在1901/02財政年度，他因為不滿財政預算不足而提出抗議，與農業及畜牧部副部長起了爭吵，還差點遭到解僱。昆士蘭立法議會為此在1901年11月下旬召開會議，討論政府部門的預算安排；會議上，多名官員討論布倫尼克本人的工作表現，期間麥克斯韋批評布倫尼克對所屬部門的工作一無所知，但亦有人對布倫尼克持正面評價。會議完結後，布倫尼克保住工作，卻成為了麥克斯韋的下屬；兩人衝突頻繁，對布倫尼克整個職業生涯起了負面影響。他也與農業及畜牧部的同工約翰·布朗利·亨德森（John Brownlie Henderson）爭執，進而劃清界線。

### 教學和學術管理
在加入政府之初，布倫尼克曾在加頓農業學院（Gatton Agricultural College）任教化學和相關科目。當時，加頓農業學院設有兩座實驗室，一座供學生使用，另一座則是布倫尼克專用；他經常留在實驗室裡，鮮有離開實驗室的時候。布倫尼克宣稱，他向學生授業三年，便已經取得顯然的成功；但是，時任農業及畜牧部部長卻曾表示，布倫尼克從來不會在學院裡出現。布倫尼克又與其他教員出現不和，曾向校長提出抗議，最終在1899年12月放棄教學工作、在1900年遭革除教席。於昆士蘭立法議會的會議上，官員也討論了布倫尼克在學院的工作表現。
布倫尼克在1907年擔任昆士蘭皇家學會副會長，翌年擔任會長，在1909年至1914年是學會的司庫；他也是澳洲皇家化學學院（成立於1917年，當時未有「皇家」字樣）的創會會員。布倫尼克又在1898年獲選為皇家學會院士，1905年獲選為皇家化學學會（當時名為大不列顛皇家化學學會，是英國皇家化學學會的前身之一）院士。

### 發表出版物
布倫尼克的出版物有些以科學界為對象、有些以農民為對象，精於闡明困難概念。他發表了超過60篇學術論文，這些論文的題材包括應用化學、土壤研究、動物營養學、植物營養學，探討了昆士蘭農業所面對的困難和機遇。此外，布倫尼克撰寫了《農場、乳業及日用化學基礎課程》（Elementary Lessons on the Chemistry of Farm, Dairy, and Household），最初在1906年連載於《昆士蘭農業期刊》，後在1912年和1922年以專著形式出版，成為了不少農村學校的教材。

### 其他研究
作為受僱於農業部門的農業化學家，布倫尼克的研究範圍並不限於製糖工業，而是涵蓋了煙草栽培、根除入侵物種花椒梨、土壤分析、防治體外寄生蟲、肥料等議題。例如，他曾對不同品種的草進行分析，比較它們的經濟效益、以及作為飼料的效用，從而找出哪種草對農民的經濟效益最佳。此外，他還草擬了不少關於肥料、人造奶油、牲畜飼料、純淨種子等農業議題的法案。

## 個人生活和家庭

正在騎自行車的布倫尼克

### 性格、社交和生活
布倫尼克為人善良而风趣，做事帶有熱情，其開明思想在他身處的時代顯得非比尋常；他經常對上級直言不諱，同事有時會暗地裏戲謔模仿，但他實際上備受同事尊敬。布倫尼克信奉基督教聖公宗；他亦是「昆士蘭玫瑰十字分會」的成員（玫瑰十字會為基督教神秘教團），分會的成員稱他為「兄弟」，並在布倫尼克死後獲邀出席其葬禮。

### 從軍經歷
1884年，布倫尼克在瑞士軍隊的野戰砲兵部隊服役，官拜少尉。
1891年12月歸化後，布倫尼克加入澳大利亞輕騎兵隊的第2／第14輕騎兵團（又稱為昆士蘭骑马步兵），出任加頓營營長；他對這項軍職充滿熱情。1902年9月，布倫尼克在澳洲總督的批准下退役，官拜上尉。

### 家庭
布倫尼克是家中長子，父親名為克里斯蒂安·克里斯托夫·布倫尼克（Christian Christoph Brünnich），是一名信義宗牧師、同時是數學家，母親名為保琳·泰蕾茲（Pauline Therese）。
布倫尼克在1886年4月與凱特·泰瑞（Kate Terry）在女方家中結婚。泰瑞是家中長女，父親名為詹姆斯·泰瑞（James Terry），生於英格蘭泰恩茅斯；她愛好音樂和繪畫，在1951年5月離世。兩人育有兩個兒子和三個女兒。

## 逝世和安葬
布倫尼克在1931年9月退休，兩年後在1933年7月3日因腦血管疾病逝世，終年71歲，葬於圖旺公墓；葬禮在翌日下午舉行，採用聖公宗儀式，其妻子和兒女的朋友、以及昆士蘭玫瑰十字分會的成員均獲邀出席。

## 評價
化學家大衛·里維特認為，布倫尼克的實驗工作絕對可靠，也能作出絕對可靠的判斷，對昆士蘭應用化學的發展帶來了影響，也為當地農業部門的工作訂下了高標準。澳洲報章《湯斯維爾快報》認為，布倫尼克為昆士蘭製糖工業做了大量開拓性的工作（尤其是在化學控制方面），一定會在當地糖業上青史留名。

## 榮譽頭銜
以下列出布倫尼克所獲榮譽頭銜的全稱及縮寫：^ 
- 化學學會（英语：Chemical Society）院士（F.C.S.）
- 大不列顛皇家化學學會院士（F.I.C.）
- 澳洲化學學院院士（F.A.C.I.）
- 太平紳士（J.P.）

### 引用
1. 1 2 3 4 5 6 7 8 9 10 11 12 13 14 15 16 17 18 19 20 21 22 23 24 25 26 27  Beckmann 1979.
2. 1 2 3 4 5 6 7 8  Rivett 1934.
3. 1 2 3 4 5 6 7 8 9 10  Townsville Daily Bulletin 1933.
4. 1 2 3 4 5  Townsville Daily Bulletin 1931.
5. 1 2  Brisbane Telegraph 1951.
6. ↑  Daily Mercury 1916.
7. 1 2  Australian Academy of Science 2005，第9頁.
8. 1 2  Bureau of Sugar Experiment Stations 1950，第5頁.
9. ↑  Bureau of Sugar Experiment Stations 1950，第34頁.
10. ↑  The Hawaiian Planters' Monthly 1906，第423–424頁.
11. 1 2 3 4  Legislative Assembly 1901，第2100頁.
12. ↑  Gibbney 1983.
13. ↑  Legislative Assembly 1901，第2098, 2100頁.
14. ↑  Legislative Assembly 1901，第2094, 2100頁.
15. ↑  Legislative Assembly 1901，第2099頁.
16. 1 2  The Brisbane Courier 1933.
17. ↑  Mine 1902，第506頁.
18. 1 2 3  The Week 1886.

### 文獻

#### 書籍及百科全書
- (PDF). Queensland: Bureau of Sugar Experiment Stations. 1950  [2017-01-22]. （原始内容 (PDF)存档于2017-02-03）.
- 16. Australian Academy of Science. 2005.
- T. J. Beckmann. .  7. 1979  [2017-01-20]. （原始内容存档于2017-01-20）.
- H. J. Gibbney. .  9. 1983  [2017-01-25]. （原始内容存档于2017-01-25）.

#### 期刊
- A. C. D. Rivett. . Journal of the Chemical Society. 1934. doi:10.1039/JR9340000559.
- (PDF). THE HAWAIIAN PLANTERS' MONTHLY. 1906, XXV  [2017-01-23]. （原始内容存档 (PDF)于2018-11-02）.

#### 新聞報導及原始資料
- . Brisbane Telegraph. 1951-05-08  [2017-01-27]. （原始内容存档于2017-02-03）.
- . The Week. 1886-05-01  [2017-01-20]. （原始内容存档于2017-02-03）.
- . The Brisbane Courier. 1933-07-04  [2017-01-20]. （原始内容存档于2017-02-03）.
- . Daily Mercury. 1916-08-25  [2017-01-20]. （原始内容存档于2017-02-03）.
- . Townsville Daily Bulletin. 1933-07-04  [2017-01-20]. （原始内容存档于2017-02-03）.
- (PDF). Queensland: Legislative Assembly. 1901-11-27  [2017-01-23]. （原始内容存档 (PDF)于2017-01-23）.
- WILLIAM JOHN MINE. . Commonwealth of Australia Gazette. 1902-09-26  [2017-01-20]. （原始内容存档于2017-01-20）.
- . Townsville Daily Bulletin. 1931-10-21  [2017-01-20]. （原始内容存档于2017-02-03）.